# Kroton (biljni rod)
Kroton (lat. Croton), veliki biljni rod u porodici mlječikovki, raširen po Africi, Sjevernoj i južnoj Americi, južnoj i jugoitočnoj Aziji i Australiji

## Opis
Croton (Euphorbiaceae) jedan je od najvećih rodova cvjetnica, s gotovo 1300 vrsta bilja, grmlja i drveća koji su ekološki istaknuti i često važni elementi sekundarne vegetacije u tropima i suptropima diljem svijeta. Rod je najraznolikiji u polusušnim regijama, ali se također pojavljuje u staništima u rasponu od plaža do tropskih kišnih šuma. Krotoni proizvode prozirni do crvenkasti ili žuti lateks, koji je bogat sekundarnim metabolitima poput alkaloida i terpenoida. Nekoliko vrsta se koristi u medicini, kao što su “Crotonovo ulje” i "zmajeva krv". Croton vrste karakteriziraju različiti rasporedi jednospolnih cvjetova, različiti stupnjevi razvoja cvjetnih dijelova, različite vrste specijaliziranih žlijezda i varijacije na neobičnim zvjezdastim ili ljuskastim dlakama roda. Bogat niz izvancvjetnih nektarija u Crotonu igra važnu ulogu u međudjelovanju mrava, a Crotonovi vitki grozdovi cvjetova pokazuju promjene između oprašivanja kukcima i vjetrom te iz monoecije u dvodomnost. Područja izuzetne raznolikosti roda nalaze se u Antilima, južnom Brazilu i na Madagaskaru.
Croton je vrhunski primjer problema "divovskog roda" -- velikih, složenih taksonomskih skupina koje su prepuštene proučavanju u korist manjih, jasnije razgraničenih. Ovaj prijedlog govori o tome je li rod kohezivna filogenetska jedinica i kako se prethodne morfološki temeljene klasifikacije uspoređuju s novonastalim molekularnim filogenijama. Također se usredotočuje na potrebu da se osiguraju alati koji će olakšati i potaknuti florističke i taksonomske studije Crotona u cijelom svijetu.

## Vrste
Postoji preko 1100 vrsta, u Europi nema predstavnika.
Vidi Popis vrsta roda Croton

## Vanjske poveznice
|  | Zajednički poslužitelj ima još gradiva o temi Croton |
|  | Wikivrste imaju podatke o taksonu Croton             |